# 鐘樓驚魂
《鐘樓驚魂》是日本Human Entertainment公司推出的生存恐怖遊戲作品之一，遊戲於1995年首次發行超級任天堂版，至1997年推出PlayStation平台改良版本，其標題被改為《Clock Tower: The First Fear》，1999年推出WonderSwan及Windows 95版本。作者河野一二三製作本作的靈感來自觀看義大利導演達利歐·阿基多的恐怖片，尤其是該導演的《驚變》（Phenomena，1985）。在2005年在Playstation 2推出跟《鐘樓驚魂3》類似玩法的精神續作《狂氣古城》。在2016由原作者河野一二三在Windows, PlayStation Vita平台推出在Kickstarter募資成功的正統精神續作《夜啼》（NightCry）。

## 遊戲系統
遊戲以游標點擊形式進行，畫面左下方女主角肖像的背景顏色代表其體力，體力最好時是藍色，最差是紅色。珍妮佛的體力會隨著移動而減低。玩家需以手掣控制畫面游標控制女主角移動方向及調查物品。時鐘塔1本身的遊戲流程很短，但是準備了相當多樣的事件；在同樣一張的地圖上，會有2~3種不同的事件可以發生。同樣的道具會擺放在不同的位置上，而某些特定的房間也是隨機更換位置。增加了玩家隨機應變的功力，觸發不同的事件也會大大的影響結局的發展，因此事件的觸發也很重要。時鐘塔系列的最大賣點除了多樣的事件以及分歧結局外還有躲藏。
最後的結局則是由我們所調查的事情來決定，事件調查的越詳細結局越好。而朋友的生存數也決定結局。

## 故事
遊戲的女主角名為Jennifer Simpson，父親於她5歲時失踪，之後在一所孤兒院長大。
14歲時（1995年），與另外三名孤兒院的朋友Ann、Laura及Lotte一同被富人Barrows夫婦收養，她們被帶到山上的一所大屋中。
Barrows夫人Mary叮囑她們在大廳等她回來，但她們等候多時仍未見其身影，覺得不對勁。
主角Jennifer在離開大廳想找Mary之際，忽然聽到慘叫聲，其他人不知所終，只剩Jennifer一人。
Jennifer開始在屋中展開冒險，途中會遇到有同伴被一拿著大剪刀的怪物殺死，而剪刀人會窮追主角，主角需找地方躲避。主角可選擇調查Barrows家的秘密、拯救朋友及逃走。

### 結局
共有9個結局，由好至壞，分別為S和A-H，視乎主角完成調查多寡而定。
S和A-C為好結局，但A-C結局為主角單獨生還，而S結局能救回一位朋友。
D-H屬壞結局，主角最終也會被殺。

### 人物
- Jennifer Simpson

主角，14歲，年幼時母親去世，父親是一名醫生，在她5歲時失蹤。
在granite孤兒院長大，表面上是被Mary收養，實際上是被帶到Barrows宅邸作為祭品人選。
- Ann

Jennifer的朋友，15歳，性格倔強。遊戲中有機會生還。
是從小被拋棄的孤兒，故沒有姓氏，與Jennifer同樣是祭品人選。
- Laura Harrington

Jennifer的朋友，14歲，沉著穩重，和Ann很要好。遊戲中有機會生還。
- Lotte

Jennifer的朋友，14歲，活潑開朗，打扮中性的女孩子。
和Jennifer最要好，但因成為祭品，沒有機會生還。
和Ann同樣是從小被拋棄的孤兒，所以沒有姓氏。
如果Jennifer被Mary關在籠子裡，Lotte會去營救她，但隨後就被Mary殺死。
另外Lotte也會被目睹倒臥在山洞中，臨終前會提示Jennifer要啟動鐘樓裡的大鐘。
- Mary Barrows

granite孤兒院的老師，37歲。帶著Jennifer等人到鐘樓宅邸。
本次事件的主謀者，Barrows家的家主夫人，育有惡魔雙胞胎Bobby及Dan。
在好結局（S、A-C結局）於親自追殺主角的過程中喪命，死狀根據達到的結局略有不同。
- Bobby Barrows

惡魔雙胞胎之一，9歲，弟弟。因性格殘虐，Mary除了祭品也隨帶Jennifer等人當他的玩具。
因身體機能不完全，隨時都可能死亡，Mary利用黑魔法使Bobby的時間停止。
為遊戲中的「剪刀人」，殺人時拿著大剪刀，穿著校服及戴面具。
在好結局中，因Jennifer開動大鐘，使Bobby的時間再度繼續，痛苦的Bobby從高處跌落而死。
- Dan Barrows

惡魔雙胞胎之一，9歲，哥哥。長相是個身體肥大的巨嬰，相較於弟弟身體機能較完整，活在山洞一處。
運動器官不發達，但具有超能力（透視眼和念動力），宅邸的靈異現象就是他的所作所為。
遊戲中Jennifer會在逃走期間，把燈油扔下將之燒死。
PlayStation復刻版中加入了有一不明人影會從Dan灰燼中站起來，有玩家認為這人影化身成了續集的小孩Edward。
- Simon Barrows

Mary的丈夫，Barrows家的家主。在中庭的牢中被Mary關了9年之久。
長期受到Mary的虐待以及未進食，造成精神不穩定。在本作第二部確定已死。
遊戲中，當Jennifer被Mary扔進籠中會遇到，如果Jennifer沒帶火腿，Simon會因過於飢餓把她吃掉。
- Walter Simpson

Jennifer的父親，婦產科醫生。
為了替Mary接生而來到Barrows家，在Bobby和Dan出產時被吃掉手腕。
而後被幽禁在密室裡，懷抱想見Jennifer最後一面的心情窒息身亡。

## 移植和复刻
游戏推出后被移植到PC和多个家用机平台，并于2024年10月推出了复刻版。复刻版增加了回溯时间的功能。

## 精神續作
原作者Hifumi Kono獨自成立了遊戲公司 Nude Maker，並且持續地製作各種類型的遊戲。在 2014 年的時候，Nude Maker 發表了一個遊戲專案，名為「Project Scissors」。在 2016 年的時候，被認為是繼承時鐘塔精神的一款作品上市，名為「夜啼NightCry」，儘管這款遊戲找來不少大咖人士助陣，像是導演清水崇（代表作：咒怨）和《沉默之丘》的怪物設計師伊藤暢達，遊戲的操作感與模組等等在優化方面表現表現不佳，因此評價褒貶不一。

## 外部連結
- Clock Tower (gamefaqs.com) （页面存档备份，存于）